# Darwin Project (Computerspiel)
Darwin Project ist ein Battle-Royale-Computerspiel aus dem Jahr 2020 für Microsoft Windows, Xbox One und PlayStation 4. Das Spiel war bereits seit Januar 2018 im Early Access spielbar und wechselte im März des gleichen Jahres zu einem Free-to-play-Modell.

## Handlung und Spielwelt
Das Spiel ist in einer dystopischen und postapokalyptischen Welt in der Region der kanadischen Rocky Mountains angesiedelt, die von Überbevölkerung und Klimakatastrophen geplagt wird. Um die Eiszeit zu überleben, wurde ein wissenschaftliches Überlebensexperiment im Rahmen einer Spielshow gestartet. Gespielt wird dabei auf einem sechseckigen Spielfeld, welches in sieben Zonen unterteilt ist und von einer weißen Schneedecke überzogen ist.

## Spielprinzip
Zehn Spieler werden in einer Arena mit Axt und Bogen abgesetzt, wo sie Ressourcen sammeln müssen, um gegen die anderen, feindlich gesinnten Spielern überleben zu können, indem sie sie bekämpfen und Dinge aus den Ressourcen herstellen (Crafting). Der letzte Überlebende gewinnt das Spiel. Auch vor der Kälte müssen sich die Spieler durch z. B. Feuer und warme Kleidung schützen. Durch Power-ups können sich die Spieler Vorteile gegenüber den anderen verschaffen. Ein Spiel dauert ca. 15 Minuten.
Der Spielemacher bzw. Show Director des Spiels bildet das Bindeglied zwischen Zuschauern und Teilnehmern, indem er die Welt beeinflusst und zum Beispiel Zonen sperrt, Bomben abwirft, Gravitationsstürme führt oder Spielern Vor- oder Nachteile zuteilt.

## Entwicklung und Veröffentlichung
Entwickelt und vermarktet wird das Spiel von Scavengers Studio. Offiziell angekündigt wurde es auf der Electronic Entertainment Expo (kurz: E3) auf einer Pressekonferenz von Microsoft. Das Spiel konnte seit dem 17. Januar 2018 in der Closed Beta gespielt werden und stand zwischen dem 19. und 21. Januar auch in den Open Beta zur Verfügung. Am 9. März 2018 wurde das Spiel im Programm von Steam Early Access und Xbox Game Preview für Microsoft Windows und Xbox One veröffentlicht.
Am 23. April 2018 wurde das kostenpflichtige Spiel zu einem Free-to-play-Titel umgestellt. Dadurch ist die durchschnittliche Spieleranzahl um 6000 Nutzer angestiegen. Finanzieren soll sich das Spiel über käuflich erwerbbare Items, die lediglich Auswirkung auf das Aussehen haben sollen.
Am 14. Januar 2020 wurde das Spiel dann letztendlich veröffentlicht und war von nun an auch für die PlayStation 4 erhältlich.

## Rezeption
Das Spiel orientiert sich an Filmen wie Hunger Games (hierbei besonders die Rolle des Spielemachers) und Battle Royale, sowie dem Spiel Fortnite (hierbei besonders die Grafik) und PlayerUnknown’s Battlegrounds. Der Name selbst ist dabei eine Anspielung auf die Evolutionstheorie von Charles Darwin und das Prinzip „Survival of the Fittest“. Spieletipps sieht unter anderem gerade in der Rolle des Spielemachers neues Potenzial in der Gestaltung von publikumsorientierten Spielen auf Livestreaming-Seiten wie Twitch und die damit einhergehende Schaulust durch die Zuschauer. Der Spielemacher selbst kann dabei wie in einer Göttersimulation über das Spielgeschehen bestimmen und dieses entsprechend kontrollieren.